# 안사면
안사면(安寺面)은 대한민국 경상북도 의성군의 면이다. 넓이는 62.28 km2이고, 인구는 2015년 12월 말 주민등록 기준으로 883 명이다.

## 연혁
- 1974년 10월 22일 신평면 안사출장소가 설치되었음.
- 1990년 4월 1일 안사출장소를 안사면으로 승격.

## 행정 구역
- 만리리
- 신수리
- 쌍호리
- 안사리
- 월소리
- 중하리

## 교육
- 안계초등학교 고산분교 (폐교) - 안사면 중하길 69 (안사리)
- 이두초등학교 쌍호분교 (폐교) - 안사면 안사풍천길 986 (월소리)